# Playa de Puerta del Mar
La playa Puerta del Mar o Fuentepiedra está situada en el municipio español de Almuñécar, en la provincia de Granada, comunidad autónoma de Andalucía. Posee una longitud de alrededor de 1140 metros y un ancho promedio de 50 metros.